# Episodi de I misteri di Rock Island (seconda stagione)
La seconda stagione della serie televisiva I misteri di Rock Island, composta da 20 episodi, va in onda dal 25 settembre 2023 sul canale australiano 10shake.
In italia andrà in onda dal 4 al 15 dicembre 2023 su Nickelodeon.
| nº | Titolo originale                   | Titolo italiano                           | Prima TV AU       | Prima TV Italia  |
| -- | ---------------------------------- | ----------------------------------------- | ----------------- | ---------------- |
| 1  | The Cave to Everywhere Part One    | Dalla caverna a ovunque parte 1           | 25 settembre 2023 | 4 dicembre 2023  |
| 2  | The Cave to Everywhere Part Two    | Dalla caverna a ovunque parte 2           | 25 settembre 2023 | 4 dicembre 2023  |
| 3  | The Message                        | Il messaggio                              | 26 settembre 2023 | 5 dicembre 2023  |
| 4  | A Photo From the Past              | Una foto dal passato                      | 27 settembre 2023 | 5 dicembre 2023  |
| 5  | Something Else in the Water        | C'è qualcosa nell'acqua                   | 28 settembre 2023 | 6 dicembre 2023  |
| 6  | Dream A Little Dream               | Un sogno alla volta                       | 2 ottobre 2023    | 6 dicembre 2023  |
| 7  | Lucky Charm                        | Il braccialetto della fortuna             | 3 ottobre 2023    | 7 dicembre 2023  |
| 8  | New Friends                        | Nuovi amici                               | 4 ottobre 2023    | 7 dicembre 2023  |
| 9  | The Dig                            | The Dig                                   | 5 ottobre 2023    | 8 dicembre 2023  |
| 10 | The Day Uncle Charlie Went Missing | Il giorno in cui scomparve lo zio Charlie | 9 ottobre 2023    | 8 dicembre 2023  |
| 11 | Return to the Hidden Valley        | Ritorno alla valle nascosta               | 10 ottobre 2023   | 11 dicembre 2023 |
| 12 | Secrets in the Ice                 | Segreti nel ghiaccio                      | 11 ottobre 2023   | 11 dicembre 2023 |
| 13 | Mystery Hunter                     | Cacciatori di misteri                     | 12 ottobre 2023   | 12 dicembre 2023 |
| 14 | Frozen In Time                     | Congelati nel tempo                       | 16 ottobre 2023   | 12 dicembre 2023 |
| 15 | Runaway Groom                      | Sposo in fuga                             | 17 ottobre 2023   | 13 dicembre 2023 |
| 16 | The Two Charlies                   | I due Charlie                             | 18 ottobre 2023   | 13 dicembre 2023 |
| 17 | Journey to the Bottom of the Sea   | Viaggio sul fondo dell'oceano             | 19 ottobre 2023   | 14 dicembre 2023 |
| 18 | Too Much Information               | Tutta la verità                           | 23 ottobre 2023   | 14 dicembre 2023 |
| 19 | This Is Not A Drill                | Evacuare l'isola                          | 24 ottobre 2023   | 15 dicembre 2023 |
| 20 | The Energy Source                  | La fonte di energia                       | 25 ottobre 2023   | 15 dicembre 2023 |